# Doliornis
Doliornis es un género de aves paseriformes perteneciente a la familia Cotingidae, que agrupa a dos especies nativas de América del Sur, donde se distribuyen en los Andes, desde el centro de Colombia, y por la pendiente oriental en Ecuador, hasta el centro del Perú. A sus miembros se les conoce por el nombre popular de cotingas.

## Etimología
El nombre genérico masculino «Doliornis» se compone de las palabras del griego «dolios, dolos» que significa ‘astuto’, ‘malicioso’, y «ornis, ornithos» que significa ‘ave’.

## Características
Las dos aves de este género son cotíngidos de tamaño mediano, midiendo alrededor de 21 cm de longitud, de coloración más apagada que otras cotingas y que se restringen al dosel de bosques andinos de altitud, entre 2600 y 3600 m.

## Taxonomía
Berv & Prum (2014) produjeron una extensa filogenia para la familia Cotingidae reflejando muchas de las divisiones anteriores e incluyendo nuevas relaciones entre los taxones, donde se propone el reconocimiento de cinco subfamilias. De acuerdo a esta clasificación, Doliornis pertenece a una subfamilia Phytotominae Swainson, 1837, junto a Phytotoma, Ampelion, Zaratornis y Phibalura. El Comité de Clasificación de Sudamérica (SACC) aguarda propuestas para modificar la secuencia linear de los géneros y reconocer las subfamilias.

## Lista de especies
Según las clasificaciones del Congreso Ornitológico Internacional (IOC), y Clements Checklist/eBird, el género agrupa a las siguientes especies con el respectivo nombre popular de acuerdo con la Sociedad Española de Ornitología (SEO):
| Imagen | Nombre científico  | Autor                                     | Nombre común       | Estado de conservación | Distribución |
| ------ | ------------------ | ----------------------------------------- | ------------------ | ---------------------- | ------------ |
|        | Doliornis remseni  | Robbins, Rosenberg & Sornoza Molina, 1994 | cotinga de Remsen  | NT                     |              |
|        | Doliornis sclateri | Taczanowski, 1874                         | cotinga de Sclater | NT                     |              |

## Estado de conservación
Los dos cotingas de este género habían sido calificados como «vulnerables» por la Unión Internacional para la Conservación de la Naturaleza (IUCN) hasta el año 2022, debido a que su población, ya naturalmente escasa, se consideraba estar en rápida decadencia debido a pérdida de hábitat y su degradación por el aumento de las tasas de deforestación; sin embargo en nueva evaluación realizada en aquel año, fueron re-calificadas como «casi amenazados».